# Institut městské informatiky Praha
Institut městské informatiky hlavního města Prahy (IMIP) byla příspěvková organizace hl. m. Prahy existující od 1. dubna 1991 do 31. prosince 2006.
Hlavní náplní činnosti IMIP byla systematická aktualizace a rozvíjení Souboru digitálních map Prahy(SDMP), informačního celku o rozsahu cca 2 TByte. Základem SDMP byla Jednotná digitální mapa Prahy (JDMP) v měřítku 1:500, spojující údaje technické mapy (včetně informací o technických sítích) a údaje katastrální mapy (pozemky). JDMP vznikala 16 let – od roku 2002 pokrývala celé území Prahy (500 km2) a je systematicky aktualizována ve spolupráci s Katastrálním úřadem Praha-město a se správci technického vybavení města i s pomocí leteckého snímkování a plošného doměřování.[zdroj?]
IMIP sídlil v areálu Sdružení projektových ateliérů (budova C) ve Vyšehradské ulici 57 v Praze 2 a provozoval 1. městské mapkupectví v Žatecké ulici 2 v Praze 1 v budově magistrátu.

## Historie
- 1991 (1. dubna) – Zastupitelstvo hlavního města Prahy (ZHMP) zřídílo příspěvkovou organizaci Institut městské informatiky hlavního města Prahy IMIP, která nahradila zrušenou příspěvkovou organizaci Racionalizační a informační středisko (RIS – zřízenou Plénem NVP v roce 1984), s cílem vytvořit odbornou instituci, která zajistí urychlené zavádění informačních technologií a informačních systémů do městské správy v Praze, a to jak na úrovni magistrátní tak na úrovni městských částí. Prvními úkoly IMIP byly příprava koncepce zavádění informatiky do městské správy, zajištění tvorby Digitální technické mapy Prahy (DTMP – ta pokrývala v té době jen 5 ze 112 katastrálních území města), správa a údržba systému Základní územní identifikace (ZÚzI) a rozvoj Informačního okruhu o životním prostředí (IOŽP).
- 1992 – S ohledem na rostoucí význam vlastnických vztahů byl projekt Digitální technické mapy Prahy (DTMP) transformován (rozšířen) na projekt Jednotné digitální mapy Prahy (JDMP)
- 1993 – Vzhledem k tomu, že časový horizont dokončení JDMP byl vzdálený, zpracoval IMIP projekt Digitální referenční mapy (DRM) – rychleji realizovatelné digitální mapy založené na vektorizované katastrální mapě.
- 1994 (podzim) – Z podnětu IMIP byla uzavřena smlouva mezi hl. m. Prahou a Českým úřadem zeměměřickým a katastrálním (ČÚZK) o spolupráci při vedení informačních systémů o území Prahy.
- 1996 – IMIP zpracoval a zahájil informační projekt Letecké snímkování a fotogrammetrie, který umožnil získat podklady pro Digitální model terénu (DTM) a pro Digitální barevnou ortofotomapu Prahy
- 1998 – Náklady IMIP na tvorbu digitálních map (včetně mezd) dosáhly 382 mil. Kč, avšak hodnota dat poskytnutých uživatelům od počátku této tvorby byla poprvé vyšší neboť činila 422 mil. Kč.
- 2000 – Proběhla reorganizace IMIP spojená se snížením počtu zaměstnanců ze 149 na 88; znamenala zrušení Úseku městské informatiky IMIP, jehož pracovníci z větší části posílili Odbor informatiky Magistrátu hl. m. Prahy. Náplní činnosti IMIP se tak staly výhradně digitální mapy. Současně IMIP přesídlil z Žatecké 2 v Praze 1 do Vyšehradské 57 v Praze 2.
- 2001 – IMIP zahájil realizaci projektu Digitální model zástavby a zeleně ve spolupráci s Útvarem rozvoje města (ÚRM).
- 2002 – V době srpnové povodně zajišťoval IMIP 24hodinovou službu vydávání dat pro správce městských technických sítí i pro krizový štáb a letecké snímkování zaplavené Prahy. Díky novému sídlu IMIP neohrozila velká voda archiv stavebních dokumentací, který IMIP spravuje – původní prostory archivu v Žatecké byly při povodni zatopeny. S koncem roku 2002 byla po 16 letech dokončena tvorba JDMP.
- 2003 – IMIP zahájil projekt podrobného doměřování v záplavových územích, kde byly třeba podrobnější údaje s ohledem na připravovaná protipovodňová opatření.
- 2005 – Za období 1987–2005 dosáhly náklady na Soubor digitálních map Prahy celkově 770 mil. Kč ale hodnota veškerých dat poskytnutých z tohoto souboru uživatelům dosáhla 1 970 mil. Kč.
- 2006 – IMIP byl z rozhodnutí Rady hl. m. Prahy zrušen, část činností i zaměstnanců byla převedena na Útvar rozvoje města (ÚRM).
- 2007 – Agendu IMIP (přejímku dokumentací skutečného provedení staveb a výdej dat digitálních map) přebral Útvar rozvoje města, odbor prostorových informací, oddělení DMP.